# Біляковське (Частоозерський округ)
Біляко́вське (рос. Беляковское) — село у складі Частоозерського округу Курганської області, Росія.
Населення — 283 особи (2010, 451 у 2002).
Національний склад станом на 2002 рік:
- росіяни — 95 %